# Seigneurie d'Ailleboust
La seigneurie d’Ailleboust était une seigneurie de la Nouvelle-France. Elle était située dans l'actuelle municipalité régionale de comté de Matawinie dans la région administrative de Lanaudière au Québec (Canada).

## Géographie
La seigneurie d’Ailleboust prend la forme d'un rectangle dont les dimensions correspondent à 1,5 lieues de front sur 4 lieues de profondeur sur la rive nord de la rivière L'Assomption. Les municipalités de Sainte-Mélanie, Saint-Jean-de-Matha et de Sainte-Béatrix occupent aujourd'hui le territoire. Le mont-d'Ailleboust est situé sur le territoire de cette dernière.

## Histoire
En 1736 le seigneur Jean d'Ailleboust d'Argenteuil fils de Pierre d'Ailleboust seigneur d'Argenteuil reçoit en concession de Charles de La Boische la seigneurie portant son nom. L'acte est ratifié par le roi le 30 avril 1737.
À Montréal le 17 février 1756 d'Ailleboust vend la seigneurie à Joseph Gauthier major des milices du fief et seigneurie de Varennes.
Revendue à Patric Langan en 1766 puis à Nathaniel Hazard-Tredwell en 1796, le juge Pierre-Louis Panet achète la seigneurie en 1800. En 1832, Louise-Amélie Panet et son époux William Bent Berczy héritent de la seigneurie d'Ailleboust et s'y installe.

### Le manoir Panet

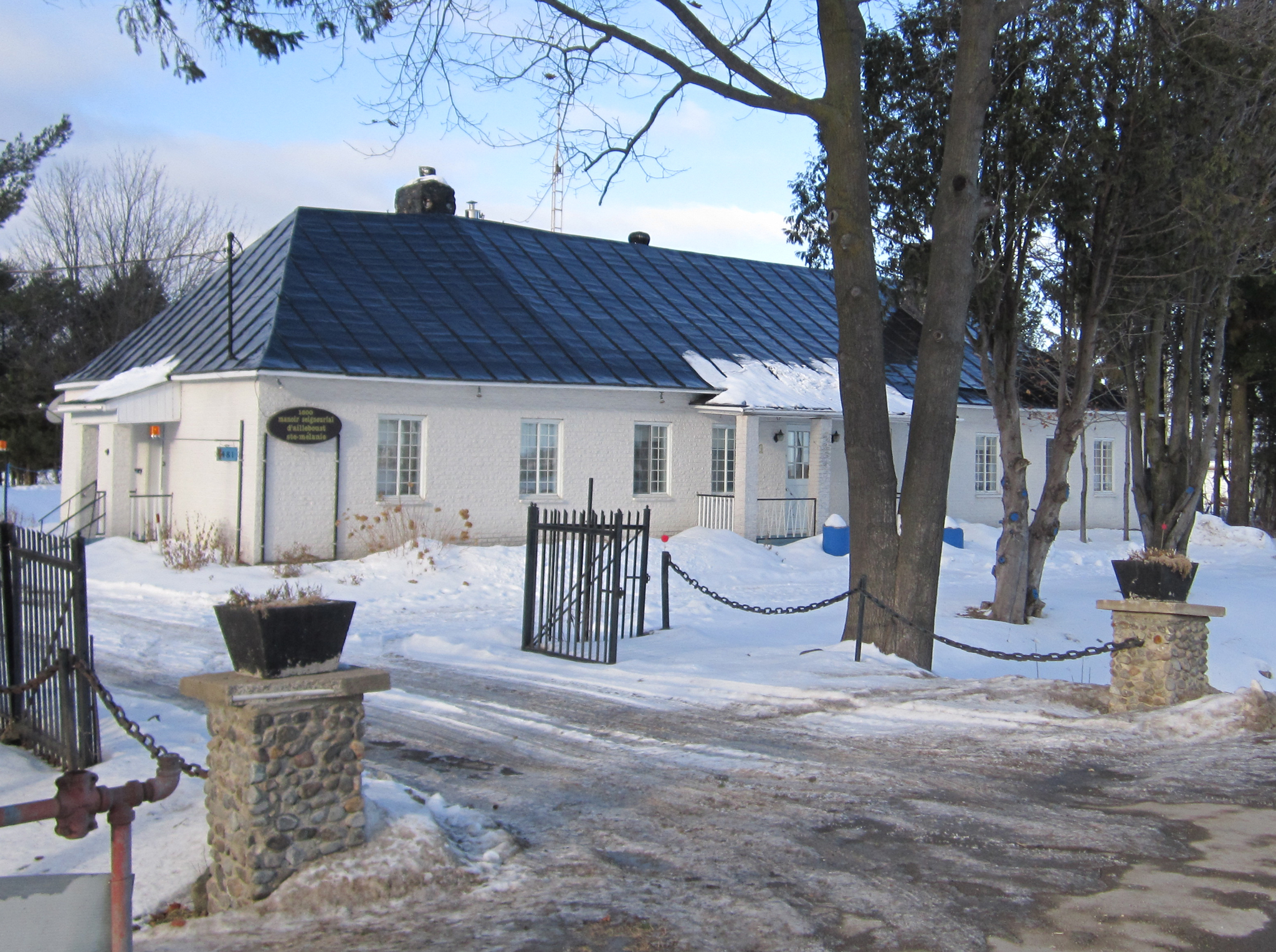
Manoir de la Seigneurie D’Ailleboust

Le manoir de la Seigneurie D’Ailleboust a été construit à Sainte-Mélanie en 1811 par Pierre-Louis Panet.